# Gymnase français de Bienne
 (avril 2022).
Le  Gymnase de Bienne et du Jura bernois (gbjb), anciennement Gymnase français de Bienne, est un gymnase du canton de Berne. Il se trouve à Bienne. Construit sur les rives du lac de Bienne au Strandboden, il côtoie la section du Gymnase allemand de Bienne appelée Gymnasium Biel-Seeland. Par opposition au « Gymnase de la Rue des Alpes » ou « Gymnase des Alpes », on l'appelle parfois « Gymnase du Lac ».
C'est le gymnase francophone le plus important du canton en termes d'étudiants, puisque les étudiants francophones du canton de Berne ont le choix de suivre une formation secondaire II dans leur langue maternelle soit au Gymnase français de Bienne (356 étudiants en classe monolingue et 90 en classe bilingue pour 2010-2011), soit au Gymnase de la rue des Alpes (293 romands pour 2010-2011). Les étudiants francophones de la ville de Berne n'ont aucun gymnase francophone dans leur ville d'origine.
On y accède aisément depuis la gare CFF de Bienne à pied.

## Historique de l’école
La construction a eu lieu entre 1975 et 1980, la Ville de Bienne inaugure le nouveau bâtiment servant à réunir les étudiants francophones du Gymnase de la rue des Alpes, devenu trop étroit pour les étudiants francophone en nombre croissant.
L’école accueille les Romands dans son propre bâtiment, alors que la cafétéria, le bâtiment des sciences et la bibliothèque ainsi que le complexe sportif est partagé avec les Alémaniques.

## Enseignement
Le gymnase offre une maturité gymnasiale bilingue.

## Anciens élèves
- L'Association des anciens élèves du gymnase français de Bienne (ANGYBIE), est une association d'alumni.